# Miomir Kecmanović
Miomir Kecmanović (en alphabet cyrillique serbe : Миомир Кецмановић ; en alphabet latin serbe : Miomir Kecmanović), né le 31 août 1999 à Belgrade (Yougoslavie, actuelle Serbie), est un joueur de tennis serbe, professionnel depuis 2017.

## Carrière

### Parcours junior et débuts professionnels
En 2015, Miomir Kecmanović atteint les demi-finales en double aux tournois juniors de l'Open d'Australie, associé à Michael Mmoh, et de Wimbledon, associé à Casper Ruud. En 2016, il atteint la finale de l'US Open, mais perd contre Félix Auger-Aliassime (6-3, 6-0). Finaliste de l'Osaka Mayor's Cup, il s'impose à l'Abierto Juvenil Mexicano, à l'Eddie Herr et à l'Orange Bowl pour la deuxième année consécutive. Il termine la saison à la première place mondiale en junior et est déclaré champion du monde ITF. En 2017, il se hisse jusqu'en demi-finale à Roland-Garros, s'inclinant contre Nicola Kuhn.
En octobre 2017, il remporte son premier tournoi Challenger à Suzhou, ce qui lui permet de se rapprocher du top 200 mondial du classement ATP. En 2018, il atteint en octobre la finale du tournoi Challenger de Liuzhou puis remporte la semaine suivante celui de Shenzhen.

### 2019. Quart à Indian Wells et finale à Antalya
En mars, il est repêché dans le tableau final du Masters 1000 d'Indian Wells, à la suite du forfait du Sud-Africain Kevin Anderson. Exempté du premier tour, il commence son tournoi avec une victoire face à l'Allemand Maximilian Marterer au deuxième tour, puis il bat son compatriote Laslo Djere au troisième tour. Ensuite, en huitièmes de finale, il profite de la blessure de son adversaaire -Yoshihito Nishioka-pour atteindre son premier quart de finale d'un Masters 1000 où il s'incline face au Canadien Milos Raonic.
Il bat en demi-finale du tournoi d'Antalya le 45e mondial Jordan Thompson, et atteint ainsi sa première finale sur le circuit ATP. Il y est battu par l'Italien Lorenzo Sonego en 3 sets. Lors du Masters de Cincinnati, il bat le n°6 à l'ATP Alexander Zverev (64-7, 6-2, 6-4). Il prend part en fin de saison au Masters Next Generation où il atteint les demi-finales.

### Depuis 2020
Il commence sa saison 2020 par une demi-finale à Doha, puis une seconde début février à Long Island. En septembre, il remporte son premier tournoi ATP à Kitzbühel, dominant en finale l'Allemand Yannick Hanfmann.
Il remporte son premier titre en double à Los Cabos,associé à William Blumberg.
Mi-février 2023, il parvient en finale de Delray Beach en éliminant le qualifié Portugais Nuno Borges (6-3, 7-5), l'Américain Marcos Giron (7-6, 6-3) et le Moldave Radu Albot (7-6, 3-6, 6-2). C'est sa première finale depuis trois ans sur le circuit ATP. Il s'incline face au septième mondial Taylor Fritz (0-6, 7-5, 2-6).
Il atteint, en avril 2023, la finale du tournoi d'Estoril (ATP 250) -sa deuxième de l'année- où il s'incline face à Casper Ruud (6-2, 7-6). Il bat pour cela deux joueurs hors du top 100, Luca Nardi (6-4, 6-1) et Jurij Rodionov (6-0, 6-1) ainsi que l'Espagnol Bernabé Zapata Miralles (7-5, 6-2) et l'ancien demi-finaliste de Roland-Garros Marco Cecchinato (6-3, 6-1).
Il rejoint début 2024 son second huitième de finale en Grand Chelem, toujours à l'Open d'Australie où il élimine difficilement le Japonais Yosuke Watanuki (4-6, 7-5, 6-3, 6-4) puis l'Allemand Jan-Lennard Struff (6-4, 1-6, 7-6, 1-6, 7-6) en sauvant deux balles de match. Il gagne contre Tommy Paul, demi-finaliste la saison précédente au même tournoi en sauvant de nouveau deux balles de match (6-4, 3-6, 2-6, 7-6, 6-0). Fatigué, il s'incline logiquement en huitièmes contre le jeune Espagnol Carlos Alcaraz, numéro deux mondial (4-6, 4-6, 0-6).
Il participe à la mi-février 2025 au tournoi de Delray Beach et y bat le Croate Borna Gojo (6-4, 6-4) avant de profiter du forfait de Yoshihito Nishioka. Il réussit en quarts de finale à remonter le score contre le local Marcos Giron (2-6, 6-4, 6-2) avant d'éliminer le dernier Américain en lice, le jeune Alex Michelsen (7-6, 6-3) pour disputer pour la seconde fois de sa carrière la finale du tournoi américain. Opposé à l'Espagnol Alejandro Davidovich Fokina, il remonte un handicap de un set à zéro (3-6, 6-1, 7-5) pour s'offrir son second titre en carrière, le premier sur sol dur. Il devient le premier joueur Serbe à remporter le tournoi.

## Palmarès

### Titre en simple messieurs
| No | Date       | Nom et lieu du tournoi          | Catégorie | Dotation  | Surface      | Finaliste                   | Score         |          |
| -- | ---------- | ------------------------------- | --------- | --------- | ------------ | --------------------------- | ------------- | -------- |
| 1  | 08-09-2020 | Generali Open, Kitzbühel        | ATP 250   | 542 695 € | Terre (ext.) | Yannick Hanfmann            | 6-4, 6-4      | Parcours |
| 2  | 10-02-2025 | Delray Beach Open, Delray Beach | ATP 250   | 680 140 $ | Dur (ext.)   | Alejandro Davidovich Fokina | 3-6, 6-1, 7-5 | Parcours |

### Finales en simple messieurs
| No | Date       | Nom et lieu du tournoi          | Catégorie | Dotation  | Surface      | Vainqueur      | Score           |          |
| -- | ---------- | ------------------------------- | --------- | --------- | ------------ | -------------- | --------------- | -------- |
| 1  | 24-06-2019 | Turkish Airlines Open, Antalya  | ATP 250   | 445 690 € | Gazon (ext.) | Lorenzo Sonego | 65-7, 7-65, 6-1 | Parcours |
| 2  | 13-02-2023 | Delray Beach Open, Delray Beach | ATP 250   | 642 735 $ | Dur (ext.)   | Taylor Fritz   | 6-0, 5-7, 6-2   | Parcours |
| 3  | 03-04-2023 | Millenium Estoril Open, Estoril | ATP 250   | 562 815 € | Terre (ext.) | Casper Ruud    | 6-2, 7-63       | Parcours |

### Titre en double messieurs
| No | Date       | Nom et lieu du tournoi                | Catégorie | Dotation  | Surface    | Partenaire        | Finalistes                   | Score             |          |
| -- | ---------- | ------------------------------------- | --------- | --------- | ---------- | ----------------- | ---------------------------- | ----------------- | -------- |
| 1  | 01-08-2022 | Abierto de Tenis Mifel Cabo San Lucas | ATP 250   | 822 110 $ | Dur (ext.) | William Blumberg  | Raven Klaasen Marcelo Melo   | 6-0, 6-1          | Parcours |
| 2  | 10-02-2025 | Delray Beach Open Delray Beach        | ATP 250   | 680 140 $ | Dur (ext.) | Brandon Nakashima | Christian Harrison Evan King | 7-63, 1-6, [10-3] | Parcours |

### Finale en double messieurs
| No | Date       | Nom et lieu du tournoi         | Catégorie | Dotation  | Surface      | Vainqueurs                 | Partenaire   | Score    |          |
| -- | ---------- | ------------------------------ | --------- | --------- | ------------ | -------------------------- | ------------ | -------- | -------- |
| 1  | 03-04-2023 | Millenium Estoril Open Estoril | ATP 250   | 562 815 € | Terre (ext.) | Sander Gillé Joran Vliegen | Nikola Čačić | 6-3, 6-4 | Parcours |

## Parcours dans les tournois duGrand Chelem

### En simple
| Année | Open d'Australie | Open d'Australie  | Internationaux de France | Internationaux de France | Wimbledon       | Wimbledon        | US Open         | US Open             |
| ----- | ---------------- | ----------------- | ------------------------ | ------------------------ | --------------- | ---------------- | --------------- | ------------------- |
| 2019  | 1er tour (1/64)  | Fernando Verdasco | 2e tour (1/32)           | David Goffin             | 2e tour (1/32)  | Benoît Paire     | 2e tour (1/32)  | Paolo Lorenzi       |
| 2020  | 1er tour (1/64)  | Andreas Seppi     | 1er tour (1/64)          | D. Schwartzman           | Annulé          | Annulé           | 2e tour (1/32)  | R. Bautista-Agut    |
| 2021  | 2e tour (1/32)   | Adrian Mannarino  | 2e tour (1/32)           | Laslo Djere              | 2e tour (1/32)  | R. Bautista-Agut | 1er tour (1/64) | Arthur Rinderknech  |
| 2022  | 1/8 de finale    | Gaël Monfils      | 3e tour (1/16)           | Daniil Medvedev          | 3e tour (1/16)  | Novak Djokovic   | 2e tour (1/32)  | Richard Gasquet     |
| 2023  | 1er tour (1/64)  | Nicolás Jarry     | 1er tour (1/64)          | Andrea Vavassori         | 1er tour (1/64) | D. Schwartzman   | 1er tour (1/64) | Juan Pablo Varillas |
| 2024  | 1/8 de finale    | Carlos Alcaraz    | 2e tour (1/32)           | Daniil Medvedev          | 3e tour (1/16)  | Jannik Sinner    | 2e tour (1/32)  | Lorenzo Musetti     |
| 2025  | 3e tour (1/16)   | Holger Rune       | 2e tour (1/32)           | Quentin Halys            | 3e tour (1/16)  | Novak Djokovic   |                 |                     |

N.B. : à droite du résultat se trouve le nom de l'ultime adversaire.

### En double messieurs
| 2019 | —                                                                                        | —                                                                                    | 2e tour (1/16) Casper Ruud \|\| style="text-align:left;" \| F. Delbonis G. Durán | —      | —                                                                                       | 1/8 de finale Casper Ruud \|\| style="text-align:left;" \| O. Marach J. Melzer      |
| 2020 | 1er tour (1/32) Casper Ruud \|\| style="text-align:left;" \| R. Klaasen O. Marach        | 1er tour (1/32) Casper Ruud \|\| style="text-align:left;" \| John Peers M. Venus     | Annulé                                                                           | Annulé | —                                                                                       | —                                                                                   |
| 2021 | 2e tour (1/16) Casper Ruud \|\| style="text-align:left;" \| M. Arévalo M. Middelkoop     | 1er tour (1/32) Casper Ruud \|\| style="text-align:left;" \| A. Krajicek T. Sandgren | —                                                                                | —      | 1er tour (1/32) Casper Ruud \|\| style="text-align:left;" \| Hugo Nys A. Rinderknech    |                                                                                     |
| 2022 | 1er tour (1/32) N. Basilashvili \|\| style="text-align:left;" \| Rajeev Ram J. Salisbury | 2e tour (1/16) N. Monroe \|\| style="text-align:left;" \| Rajeev Ram J. Salisbury    | —                                                                                | —      | 1er tour (1/32) W. Blumberg \|\| style="text-align:left;" \| L. Glasspool H. Heliövaara |                                                                                     |
| 2023 | —                                                                                        | —                                                                                    | 1er tour (1/32) W. Blumberg \|\| style="text-align:left;" \| M. Melo John Peers  | —      | —                                                                                       | 2e tour (1/16) L. Harris \|\| style="text-align:left;" \| M. Granollers H. Zeballos |
| 2024 | 1er tour (1/32) R. Safiullin \|\| style="text-align:left;" \| Ivan Dodig A. Krajicek     | 1er tour (1/32) D. Lajović \|\| style="text-align:left;" \| A. Bublik A. Shevchenko  | —                                                                                | —      | 1er tour (1/32) R. Safiullin \|\| style="text-align:left;" \| S. Gillé J. Vliegen       |                                                                                     |

N.B. : le nom du partenaire se trouve sous le résultat ; les noms des ultimes adversaires se trouvent à droite.

## Parcours dans lesMasters 1000
| Année | Indian Wells            | Miami                    | Monte-Carlo         | Madrid             | Rome                    | Canada                    | Cincinnati                | Shanghai              | Paris                     |
| ----- | ----------------------- | ------------------------ | ------------------- | ------------------ | ----------------------- | ------------------------- | ------------------------- | --------------------- | ------------------------- |
| 2018  | —                       | 1er tour D. Istomin      | —                   | —                  | —                       | —                         | —                         | —                     | —                         |
| 2019  | 1/4 de finale M. Raonic | 2e tour F. Tiafoe        | —                   | —                  | —                       | —                         | 1/8 de finale R. Bautista | 1er tour M. Kukushkin | —                         |
| 2020  | n.o.                    | n.o.                     | n.o.                | n.o.               | 1er tour Y. Nishioka    | n.o.                      | —                         | n.o.                  | 2e tour A. Zverev         |
| 2021  | 1er tour A. Popyrin     | 2e tour A. Mannarino     | 1er tour F. Fognini | 1er tour J. Isner  | 1er tour K. Karatsev    | 1er tour K. Nishikori     | 1er tour B. Paire         | n.o.                  | 1er tour G. Monfils       |
| 2022  | 1/4 de finale T. Fritz  | 1/4 de finale C. Alcaraz | —                   | 2e tour R. Nadal   | 1er tour D. Schwartzman | 1er tour v. d. Zandschulp | 2e tour J. Sinner         | n.o.                  | 1er tour C. Norrie        |
| 2023  | 2e tour S. Wawrinka     | 3e tour A. Rublev        | 1er tour L. Musetti | 2e tour C. Garín   | 2e tour F. Fognini      | 2e tour H. Hurkacz        | 1er tour T. Paul          | 1er tour Bu Y.        | 1er tour T. M. Etcheverry |
| 2024  | 1er tour L. Sonego      | 1er tour Shang J.        | 2e tour G. Dimitrov | 2e tour C. Ruud    | 3e tour T. Monteiro     | 1er tour N. Borges        | 1er tour Y. Nishioka      | 2e tour A. Popyrin    | 2e tour A. de Minaur      |
| 2025  | 1er tour T. Griekspoor  | 2e tour C. Ruud          | 1er tour F. Tiafoe  | 1er tour L. Sonego | 1er tour T. Griekspoor  | 2e tour A. Müller         | 1er tour E. Quinn         |                       |                           |

N.B. : sous le résultat se trouve le nom de l’ultime adversaire.

## Victoires sur le top 10
Toutes ses victoires sur des joueurs classés dans le top 10 de l'ATP lors de la rencontre.
| Légende      |
| Grand Chelem |
| Masters 1000 |
| ATP 500      |
| ATP 250      |

| # | M.K.  | Tournoi      | Année | Surface      | Adversaire            | Rang | Tour | Score          |
| - | ----- | ------------ | ----- | ------------ | --------------------- | ---- | ---- | -------------- |
| 1 | no 58 | Cincinnati   | 2019  | Dur          | Alexander Zverev      | no 6 | 1/16 | 64-7, 6-2, 6-4 |
| 2 | no 61 | Indian Wells | 2022  | Dur          | Matteo Berrettini     | no 6 | 1/8  | 6-3, 65-7, 6-4 |
| 3 | no 48 | Miami        | 2022  | Dur          | Félix Auger-Aliassime | no 9 | 1/32 | 6-4, 6-2       |
| 4 | no 53 | Stockholm    | 2023  | Dur (int.)   | Holger Rune           | no 6 | 1/8  | 7-63, 6-2      |
| 5 | no 58 | Rome         | 2024  | Terre battue | Casper Ruud           | no 7 | 1/32 | 0-6, 6-4, 6-4  |

## Classements ATP en fin de saison
| Année          | 2015 | 2016 | 2017 | 2018 | 2019 | 2020 | 2021 | 2022 | 2023 | 2024 |
| Rang en simple | 1340 | 806  | 207  | 132  | 59   | 44   | 68   | 29   | 54   | 54   |
| Rang en double | –    | 998  | 741  | 472  | 190  | 251  | 274  | 190  | 162  | –    |

Source : (en) Classements de Miomir Kecmanović sur le site officiel de la Fédération internationale de tennis